# Living Death (Band)
Living Death war eine deutsche Thrash-Metal-Band. Sie gilt als eine der ersten Vertreter dieses Subgenres in Europa.

## Bandgeschichte
Living Death wurden 1980 von den Brüdern Reiner und Dieter Kelch in Velbert gegründet. Mit Sänger Thorsten „Toto“ Bergmann, dem zweiten Gitarristen Frank Fricke und dem Schlagzeuger Frank Schubring war die erste Besetzung komplett. Im Jahr 1982 brachte die Band ihr erstes selbstbetiteltes Demo heraus. Als einer der ersten Thrash-Metal-Bands in Europa erschien 1983 das Debütalbum Vengeance from Hell, welches rückblickend als Versuch bezeichnet wird, mit US-amerikanischen Bands wie Anthrax oder Metallica mitzuhalten.
Die Folgezeit war gekennzeichnet von mehreren Besetzungswechseln. So hatte die Band insgesamt fünf verschiedene Schlagzeuger, darunter auch den von Sodom, Violent Force, Assassin und Holy Moses bekannten Atomic Steif. Reiner Kelch und Frank Fricke waren auch Mitinitiatoren der Band Mekong Delta. Im Jahr 1987 veröffentlichte die Band ihr nach Meinung von Musikkritikern bestes Album mit dem Titel Protected from Reality, das auch das bekannteste Stück der Band, Eisbein mit Sauerkraut, enthält. Als sich die Band 1989 spaltete, gründeten Toto Bergmann, Frank Fricke und Atomic Steif zusammen mit Lemmie von Violent Force als Bassist die Band Sacred Chao, die aber lediglich eine EP aufnahm.
Die Kelch-Brüder versuchten 1991 mit neuem Schlagzeuger und neuem Sänger ein Comeback und veröffentlichten Killing in Action. Allerdings blieb der Erfolg aus und die Band löste sich endgültig auf.
Living Death gehört, u. a. gemeinsam mit Sodom und Destruction, zu den deutschen Thrash-Metal-Bands, die die kolumbianische Band Guerra Total als wesentliche Einflüsse nennt.

## Stil
Living Death spielten eine frühe Mischung der extremen Metal-Stilarten, vor allem Thrash und Speed Metal. Während beim Debütalbum noch in Retrospektiven bemängelt wird, dass der Sound schlecht und die Gitarrenriffs eher belanglos seien, waren die folgenden Alben deutlich aggressiver. Das 1987er Album Protected from Reality wurde gar auf Augenhöhe mit Top Acts aus den USA gesehen, und es bediente sich aufgrund der instrumentalen Fähigkeiten der Band weiterer Einflüsse. Es hatte zudem mit Eisbein (mit Sauerkraut) einen Fun-Song, was für die damalige Metal-Szene noch eher unüblich war. Klangliche Experimente gab es im Instrumentalsong Wood of Necrophiliac, der ungewohnt gedoppelte akustische Gitarren mit einer verzerrten Tonspur ergänzte.

## Diskografie
Studioalben
- Vengeance of Hell (1984, Mausoleum)
- Metal Revolution (1985, Earthshaker)
- Protected from Reality (1987, Aaarrg)
- Worlds Neuroses (1989, Aaarrg)
- Killing in Action (1991, IRS)

Sonstige
- Watch Out (EP, 1985, Earthshaker)
- Back to the Weapons (EP, 1986, Aaarrg)
- Eisbein (mit Sauerkraut) (Single, 1987, Aaarrg)
- Live-EP (1988, Aaarrg)
- Living Death (Best of, 1994, Aaarrg)